# Gerhard Wigand
Gerhard Wigand, född 26 juli 1929 i Königsberg, död 5 februari 2023, var en svensk läkare.
Wigand som var son till läkaren Gerhard Wigand och läkaren Charlotte Erdtmann, avlade studentexamen i Marburg 1948, blev medicine kandidat 1953, medicine licentiat 1960, medicine doktor 1960 och docent i praktisk medicin 1965, allt vid Lunds universitet. Han var amanuens och tillförordnad underläkare vid medicinska kliniken A på Lunds lasarett 1960–1965, underläkare där 1965–1969, blev biträdande överläkare vid medicinska kliniken på Halmstads lasarett 1969 och överläkare där 1976. Han författade skrifter i kardiologi.